# 布雷穆瓦
布雷穆瓦（法語：Brémoy，法語發音：[bʁemwa] ⓘ）是法国卡尔瓦多斯省的一个市镇，位于该省西南部，属于维尔区。

## 地理
布雷穆瓦（48°59'25"N, 0°46'49"W）面积12.5 平方千米，位于法国诺曼底大区卡爾瓦多斯省，该省份为法国西北部沿海省份，北濒大西洋英吉利海峡，东北与滨海塞纳省以海上边界相接，东临厄尔省，南至奧恩省，西与芒什省接壤。
与布雷穆瓦接壤的市镇（或旧市镇、城区）包括：苏勒夫尔昂博卡日、谢讷河畔迪亚朗。

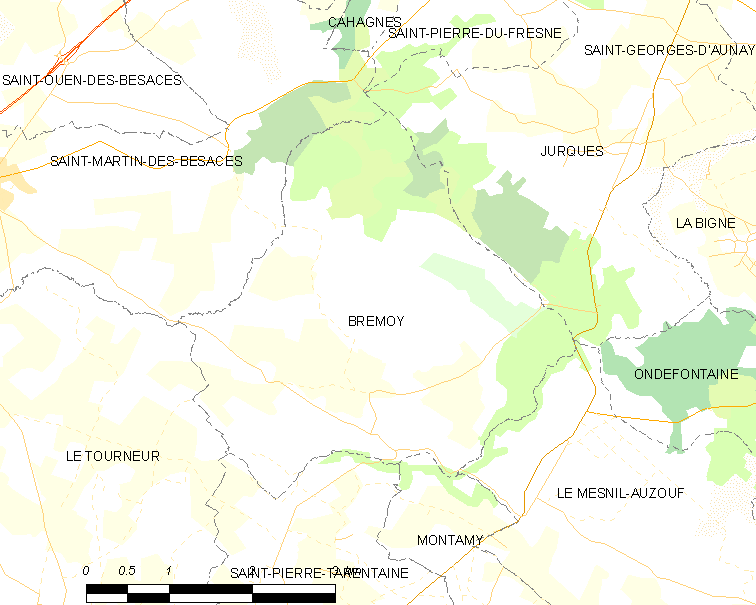
布雷穆瓦的OSM定位图

布雷穆瓦的时区为UTC+01:00、UTC+02:00（夏令时）。

## 行政
布雷穆瓦的邮政编码为14260，INSEE市镇编码为14096。

## 政治
布雷穆瓦所属的省级选区为莱蒙多奈县。

## 人口

1962-2008年间布雷穆瓦人口变化图示

布雷穆瓦于2022年1月1日时的人口数量为257人。